# Коварди
Коварди́ (рос. Кварды, башк. Ҡауарҙы) — село у складі Гафурійського району Башкортостану, Росія. Адміністративний центр Ковардинської сільської ради.
Населення — 818 осіб (2010; 908 в 2002).
Національний склад:
- башкири — 100%